# کارنوت، جمهوری آفریقای مرکزی
کارنوت (به لاتین: Carnot, Central African Republic) یک شهر در جمهوری آفریقای مرکزی است که در مامبره کادئی واقع شده‌است.

## خصوصیات
کارنوت ۵۴٬۵۵۱ نفر جمعیت دارد و ۴۸۵ متر بالاتر از سطح دریا واقع شده‌است.